# آلدو بورل
آلدو بورل (انگلیسی: Aldo Borel; ۳۰ مهٔ ۱۹۱۲ – ۲۸ فوریهٔ ۱۹۷۹) بازیکن فوتبال اهل ایتالیا بود.
از باشگاه‌هایی که در آن بازی کرده‌است می‌توان به باشگاه فوتبال فیورنتینا، باشگاه فوتبال تورینو، باشگاه فوتبال یوونتوس، باشگاه فوتبال نووارا، و باشگاه فوتبال پالرمو اشاره کرد.